# Luiz Henrique (futebolista, 1999)
Luiz Henrique Araújo Silva (Rio de Janeiro, 18 de março de 1999) é um futebolista brasileiro que atua como volante. Atualmente joga pelo Criciúma.

## Carreira

### Flamengo
Luiz Henrique nasceu no Complexo do Alemão, um dos maiores conjunto de favelas da Zona Norte do Rio de Janeiro. Atuando pela Escolinha do Vera Cruz, chamou a atenção do ex-atleta e ídolo do Flamengo, Zico, que convidou-o para atuar nas categorias de base do clube.
Todavia, Luiz Henrique recusou pois optou pelo Grajaú que havia oferecido-lhe condições melhores e o presidente arcaria com as passagens, já que seus pais estavam desempregados na época. Em 2010, houve uma nova tentativa de Luiz ingressar no clube e acabou passando num teste junto com cerca de 20 meninos.
Luiz Henrique capitanear as categorias das quais estava e atuuar como meia armador com o técnico Maurício Souza, atuou com jogadores como Yuri César, Vinícius Júnior e Lincoln, tendo conquistado vários títulos pelo Sub-20: Copa São Paulo de Futebol Júnior de 2018, Torneio Osvaldo Pinto Guimarães de 2018 e 2019, Carioca de 2018 e 2019, Brasileiro de 2019 e Supercopa de 2019. Ao estourar o limite de idade da categoria nesse ano, acabou sendo integrado ao time principal em 2020 juntamente com Hugo Souza.
Integrado ao elenco principal, Luiz Henrique atuou em dois jogos apenas.

### Fortaleza
Em 20 de janeiro de 2020, foi anunciado pelo Fortaleza como o quatro reforço para a temporada, assinando até dezembro de 2021. Apesar do anúncio, Luiz Henrique permaneceria no rubro-negro até o final da disputa da Taça Guanabara e só apresentaria-se em fevereiro. Foi apresentado um mês depois, utilizando a camisa 88. O Leão do Pici adquiriu 40% dos direitos federativos do atleta e o restante ficou com o Flamengo.
Fez sua estreia em 11 de março de 2020, na vitória por 3–0 diante do Pacajus em jogo do Campeonato Cearense, onde teve uma atuação discreta e tímida. Em sua primeira temporada Luiz Henrique atuou em apenas nove partidss pelo Leão, tendo participado mais na fase final da disputa do Campeonato Brasileiro ajudando o Fortaleza a permanecer na primeira divisão.
Com a chegada de Juan Pablo Vojvoda em 2021, ganhou mais oportunidades e firmou-se como titular, onde havia feito até junho 16 jogos e marcado três gols. O seu primeiro tento com a camisa do clube foi diante da goleada sobre o Crato por 6–1 em 12 de janeiro, tendo feito também na partida seguinte (6–0 sobre o Icasa) e mais um em nova goleada de 6–0 sobre o Atlético Cearense.

### Botafogo
Em 2 de setembro de 2021, foi anunciado e apresentado pelo Botafogo por empréstimo até o fim do Campeonato Brasileiro - Série B. Dois dias depois fez sua estreia, entrando no segundo tempo da vitória sobre o Remo por 1–0 na 22a da Série B.
Pelo Glorioso disputou 11 partidas e integrou o elenco campeão ds Série B.

### Vasco da Gama
Em 18 de fevereiro de 2022, foi anunciado que foi emprestado mais uma vez, desta vez ao Vasco da Gama e até novembro do mesmo ano, sendo da sendo o 14º reforço do clube. Pelo Gigante da Coluna disputou 13 partidas e ajudou o clube a conseguir o acesso à Série A.

### Botafogo-SP
Em 17 de janeiro de 2023, foi anunciado seu empréstimo ao Botafogo-SP. Disputou 36 partidas pelo clube paulista, com duas assistências distribuídas.

### Goiás
Foi anunciado oficialmente pelo Esmeraldino em 14 de janeiro de 2024.

## Estilo de jogo
Luiz Henrique iniciou sua trajetória no campo como meia, mas passou a atuar como segundo volante nas categorias de base por sua intensidade com e sem a bola, além definir-se com técnica e bom chute de fora da área. Foi definido por um setorista do jornal Lance! como um jogador de bom passe e com certa mobilidade, atuando como meia central que joga na faixa do camisa 10.

## Títulos

### Fortaleza
- Campeonato Cearense: 2020, 2021

### Botafogo
- Campeonato Brasileiro - Série B: 2021